# Елліот Кек
Елліот Кек (швед. Elliot Käck, нар. 18 вересня 1989, Стокгольм, Швеція) — шведський футболіст, фланговий захисник клубу «Юргорден».

## Ігрова кар'єра
Елліот Кек народився у Стокгольмі, з шестирічного віку почав займатися футболом у школі столичного клубу «Юргорден». Але в першій команді Кек так і не зіграв жодного матчу, а був відправлений в оренду до клубу з четвертого дивізіону. Пізніше ще деякий час футболіст грав у клубаах з нижчих дивізіонів, поки у 2012 році уклав угоду з клубом «Сіріус» з Уппсали, якому допоміг виграти турнір Супереттан.
Перед сезоном 2015 року Кек повернувся до складу «Юргордена», де згодом став основним гравцем на лівому фланзі захисту. Але у грудні 2017 року футболіст підписав контракт з норвезьким клубом «Старт», що грав у Елітсерії.
Та вже наступного року Елліот знову повернувся до «Юргордена».

## Особисте життя
Одним з хобі Елліота Кека є музика. Футболіст має деякі власні записи.

## Досягнення
Юргорден
- Чемпіон Швеції: 2019